# Eristalis stackelbergi
Eristalis stackelbergi är en tvåvingeart som beskrevs av Dolezil och Rozkosny 1967. Eristalis stackelbergi ingår i släktet slamflugor, och familjen blomflugor. Inga underarter finns listade i Catalogue of Life.